# Stupid Dream
Stupid dream – piąty album w dyskografii angielskiego zespołu rockowego Porcupine Tree. Jest to album, który jest świadectwem zmian zachodzących w stylistyce zespołu. Poprzedni album grupy był klimatem muzyki zbliżony do dokonań grup z gatunku rocka progresywnego (m.in. Pink Floyd). Stupid Dream był promowany trzema singlami: "Piano Lessons" w maju 1999 (do piosenki o tym tytule powstał również wideoklip),"Stranger by the Minute" w październiku 1999 oraz "Pure Narcotic" w listopadzie 1999.
Album ten doczekał się wznowienia (w zmienionej szacie graficznej) i ponownego zremasterowania 15 maja 2006. Zespół do czasu zawieszenia działalności grał na koncertach utwory z tej płyty. Najczęściej w setliście pojawia się "Even Less".

## Lista utworów
1. Even Less[a] - 7:11
2. Piano Lessons - 4:21
3. Stupid Dream - 0:28
4. Pure Narcotic - 5:02
5. Slave Called Shiver - 4:41
6. Don't Hate Me - 8:30
7. This Is No Rehearsal - 3:27
8. Baby Dream in Cellophane - 3:15
9. Stranger by the Minute - 4:31
10. A Smart Kid - 5:22
11. Tinto Brass - 6:17
12. Stop Swimming - 6:53

## Twórcy
- Richard Barbieri – melotron, Organy Hammonda, syntezatory
- Colin Edwin – gitara basowa
- Chris Maitland – instrumenty perkusyjne
- Steven Wilson – śpiew, gitary, fortepian, sample
- Theo Travis – flet, skasofon